# Fuente Spievajúca
La Fuente Spievajúca o la Fuente Musical de Košice (en eslovaco: Spievajúca fontána) es una fuente en la calle Hlavná de la ciudad de Košice en el país europeo de Eslovaquia. Se encuentra entre el Teatro Nacional y la Catedral de Santa Isabel. El chorro de agua y la iluminación varían de acuerdo con el tono de la música que se reproduce. Fue inaugurada el 1 de mayo de 1986, tratándose de la Fuente Musical más antigua de la antigua Checoslovaquia. Fue proyectada por el Primator (Alcalde) para esa época y futuro presidente Rudolf Schuster. 